# Раковецька сільська рада (Городенківський район)
| Раковецька сільська рада — орган місцевого самоврядування у Городенківському районі Івано-Франківської області з адміністративним центром у с. Раковець. Водоймища на території, підпорядкованій даній раді: річка Дністер. Сільській раді підпорядковані населені пункти: - с. Раковець — населення 823 ос.; площа 14,211 км²; - с. Семенівка — населення 729 ос.; площа 8,446 км². |

## Склад ради
Рада складається з 16 депутатів та голови.

### Керівний склад ради
| ПІБ                  | Основні відомості                                                               | Дата обрання | Дата звільнення |
| -------------------- | ------------------------------------------------------------------------------- | ------------ | --------------- |
| Лонич Іван Дмитрович | Сільський голова, 1965 року народження, освіта                                  | 26.03.2006   | 31.10.2010      |
| Лонич Іван Дмитрович | Сільський голова, 1965 року народження, освіта середня спеціальна, безпартійний | 31.10.2010   |                 |

Примітка: таблиця складена за даними джерела